# 韩国文化
韩国文化（／）由韩国传统文化衍生而来，1948年朝鲜半岛南北对峙以来，南北韩的现代文化出现不同的发展。韩国现代文化是韩国现代化的产物。随着韩国经济和社会的发展，韩国人的衣食住行等生活方式也发生了变化，从而构筑了现代韩国文化。韩国文化在亚洲和世界的流行被称为韩流。

## 教育
韩国人非常注重教育。从幼儿园到高中由韩国国家部门统一管理。韩国政府对教育的重视可于立国之初就提出了“教育先行”，长期以来对教育投入很大的比例。大多数韩国人高中毕业后都会参加大学修学能力试验报考大学。1996年，韩国的大学生比例已达37%。
韩国的大学中，首尔国立大学、高丽大学及延世大学三家大学以其英文字母缩写合称为SKY。这三所大学和韩国科学技术院（KAIST）、浦項工科大学是韩国报考竞争最激烈的大学。

## 传媒
韩国有10家主要报业集团和3大广播电视台。《朝鲜日报》、《中央日报》和《东亚日报》并称“韩国三大报业集团”。韩民族日报是韩国主要的左翼报纸。韩国的3大全国性广播电视台包括韩国放送公社(KBS)、文化广播公司（MBC）和SBS。另外韩国教育放送公社是全国性的教育电视台。

## 科技

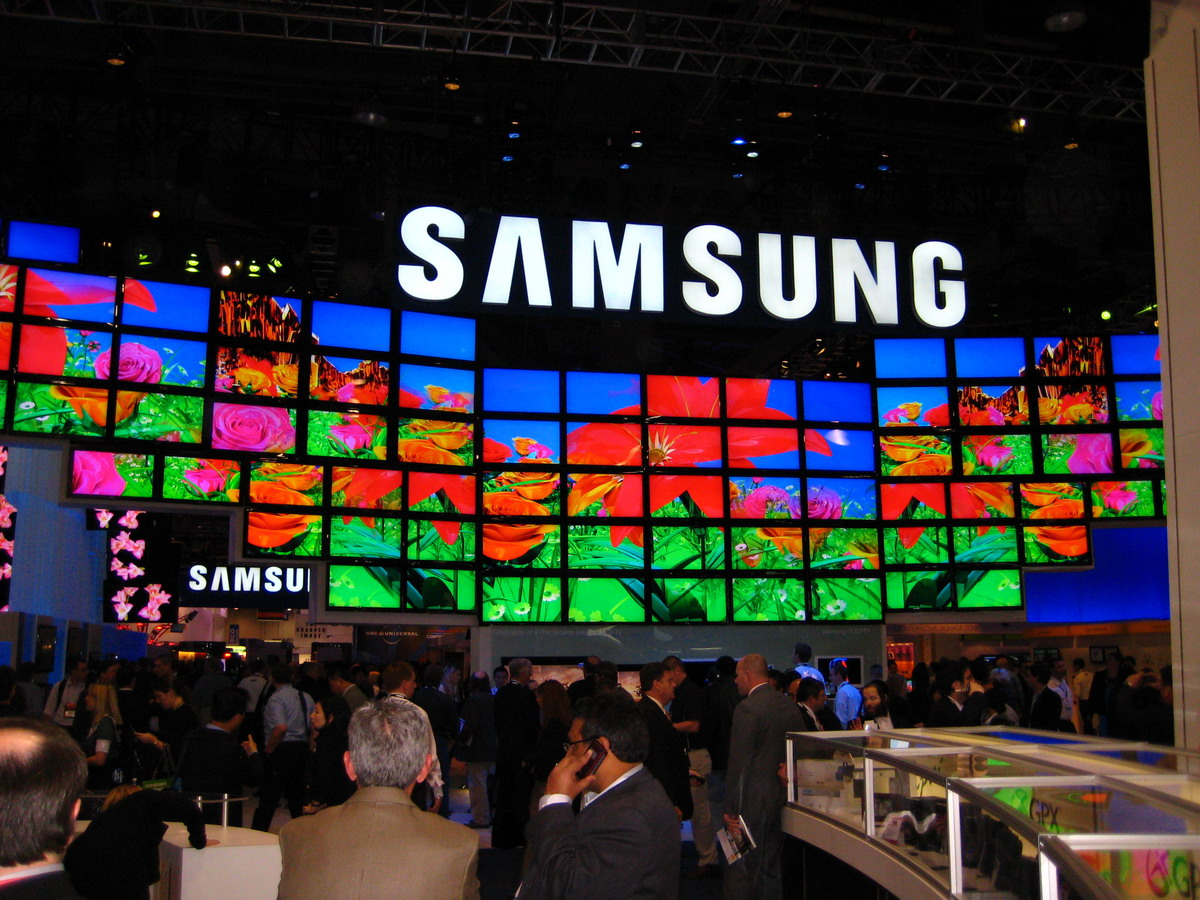
2009年国际消费电子展上的三星集团

韩国是个注重科技的国家。高科技产业是韩国经济的主导产业。韩国是全球网速最快的国家，美国《财富》2011年报道说，2010年韩国网速每秒流量为14mps，是全球平均网速（1.9mps）的约7倍，而美国50个州中网速最快的德拉维尔州（7.1mps）也只有韩国的一半水平，证明韩国在网络硬件环境方面的领先地位。2012年，在一份来自网络服务提供商Akamai制作的报告中称，韩国在2011年第四季度平均网速为17.5Mbp，继续蝉联全球网速第一。互联网、宽带、移动通信、3G等也有一定成果。韩国政府也很致力于发展数位化。

## 影视
韩国影视多以生活，社会和历史为题材。风格独特的韩国影视不仅受到韩国国内观众的喜爱，也受到亚洲和世界其它国家观众的欢迎。
韩国电影迅速崛起于20世纪末。1999年，韩国著名导演姜帝圭自编自导的韩国第一部本土大片《生死谍变》票房人数达到660万，打破了1997年《泰坦尼克号》在韩国创下的417万人次记录。这是韩国电影第一次打败好莱坞电影，使韩国人对本土电影的信心陡然激增。2000年的《共同警备区》和2001年的《朋友》票房人数相继也都超过了600万，使韩国电影连续三年创造出了票房商业巨片的神话。2002年，韩国资深导演林权泽的《醉画仙》，荣获第五十五届戛纳国际电影节最佳导演奖。同年9月，李沧东的《绿洲》在第五十九届威尼斯国际电影节赢得最佳导演银狮奖。韩国电影开始名扬国际影坛。2004年，《太极旗飘扬》和《实尾岛风云》两部韩国大片的成功使得韩国电影的本土票房突破了1,000万人次大关。
韩剧是1980年代随着彩色电视机的普及和韩国电影业的发展而兴起的。韩剧在韩国是KBS、MBC、SBS三足鼎立。其中作为国家频道的KBS比较注重正剧和大剧的播出；MBC则是韩国古装剧的制作之王；SBS是后起之秀，主打青春偶像剧。

## 流行乐

2008年后谷歌K-pop搜寻量

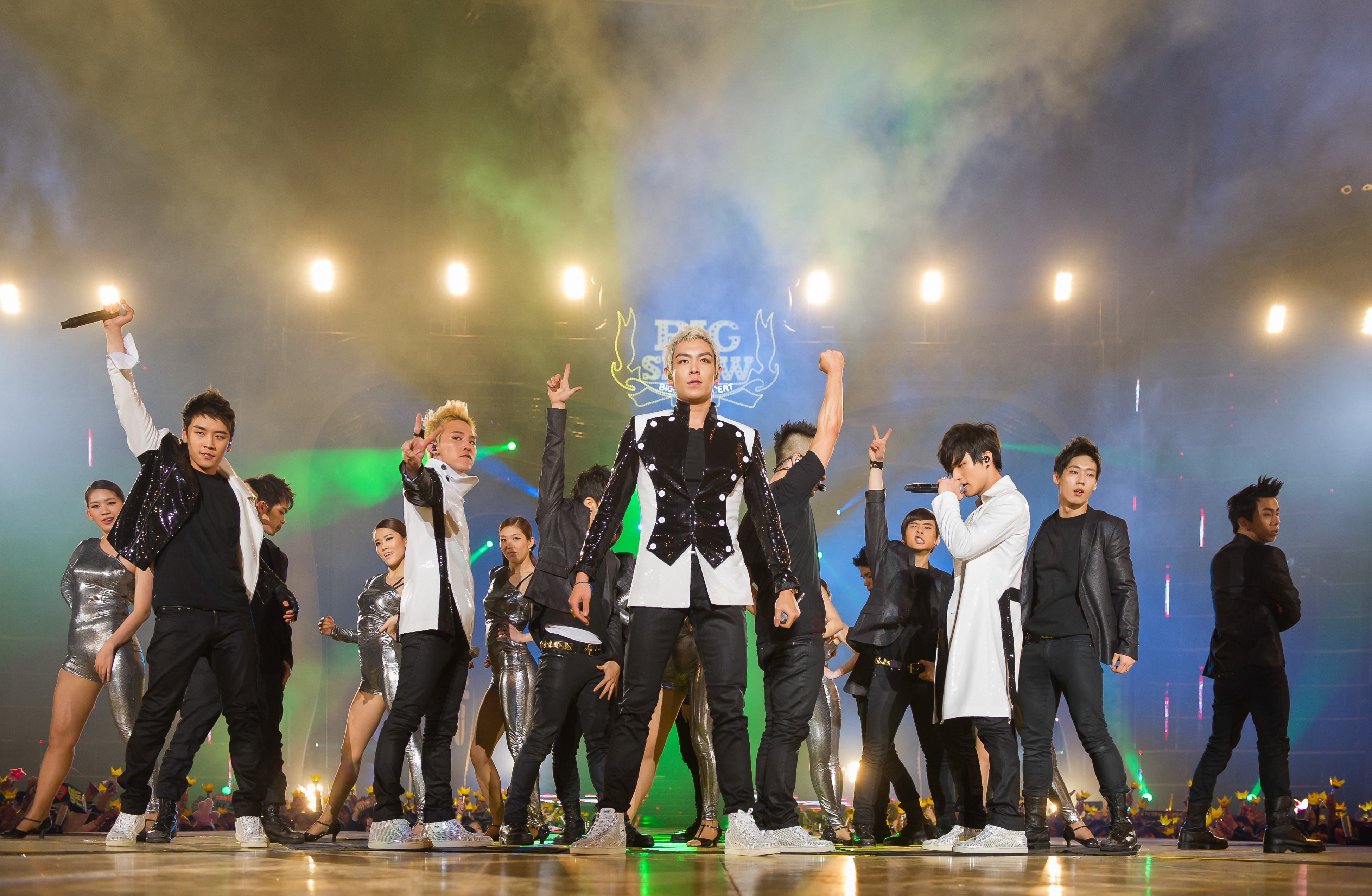
韩国Big Bang组合

韩国流行乐兴起于1990年代。本世纪初开始随韩流一起风靡亚洲和世界。韩国流行音乐的四大制作公司是SM娛樂、HYBE娛樂、JYP娛樂和YG娛樂。
2000年2月，韩国组合H.O.T在中国北京成功举行演唱会。这是韩国流行乐首次在海外举办的音乐会。2002年世界杯足球赛期间Baby V.O.X的单曲《Coincidence》开始走红亚洲。紧接着宝儿的《Listen to My Heart》专辑在日本发行，荣登日本Oricon排行榜首位，成为日本史上首位拥有百万专辑的韩籍艺人。2008年1月16日，韩国组合东方神起的单曲《Purple Line》再次登上日本Oricon排行榜首位，成为日本历史上首个荣登日本Oricon排行榜首位的非日本男子组合。在此之后，大量的韩国流行乐开始进入日本。2010年，日本成为韩国流行音乐的最大出口国，其次是台湾、中国大陆、泰国、印尼、越南、马来西亚和菲律宾。

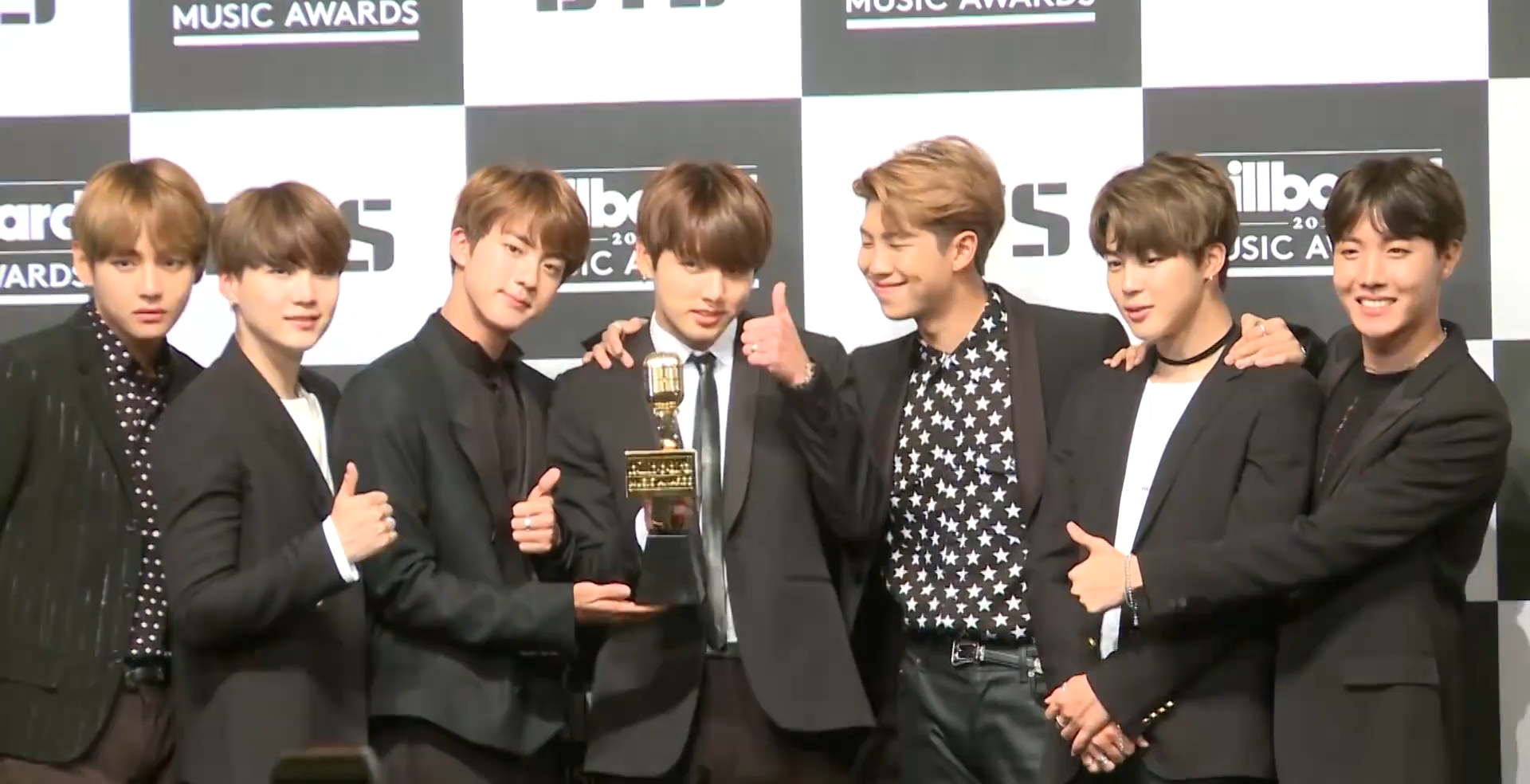
韓國組合防彈少年團

互联网对韩国流行音乐在西方国家的传播起到了重要的作用。2012年PSY的单曲《江南Style》借助YouTube迅速红遍全球，西方领导人甚至在外交场合聊侃PSY和韩国流行文化。许多韩国流行歌手和组合，比如神話、東方神起、JYJ、SUPERJUNIOR、BIGBANG、Wonder Girls、少女时代、2PM、2NE1、f(x)、Highlight (韓國組合)、INFINITE、4minute、GOT7  （页面存档备份，存于）、EXO、防彈少年團、MAMAMOO、Red Velvet、Gfriend、Seventeen、TWICE、BLACKPINK、NCT、 Wanna-One 等都在西方国家取得了很好的表现。2011年，Big Bang还获得MTV欧洲音乐大奖，成为韩国首次获得欧洲主要音乐奖项的组合。2017年，BTS在第24屆美國告示牌音樂獎獲頒最佳社群媒體藝人獎項，並且以3億的投票數打破了Billboard紀錄，成為此獎項設立以來第一個獲獎的亞洲歌手。。2019年，IU 的《好日子》在美國告示牌的2010年代最佳K-pop歌曲排行(英語：The 100 Greatest K-Pop Songs of the 2010s)位列榜首，成為韩国流行音乐近十年最具代表性的歌曲。

## 網路遊戲
网络游戏业在韩国是个发展迅速的产业，1998-2008年间，年均增长率在20%以上，产业规模在十年間增加八倍。韩国网络游戏的兴起开始于1996年《风之国度》上市。《风之国度》超越了基于图形网络游戏的象征性意义，从而改变了韩国游戏市场的样式。对遭遇非法复制的的游戏市场起到了很大的约束作用，成为游戏市场新诞生的典范。《风之国度》的成功使网络游戏迅速商业化。1998年《天堂》上市后取得巨大商业成功，从而吸引更多的资金和投资者进入网络游戏行业。韩国目前已是世界网络游戏出口大国，2012年韩国游戏出口额达到26.39亿美元，是2012年韩国文化产品出口总额（46.11亿美元）的57%远超音乐、电影、电视剧等。

## 饮食文化

### 韩国料理

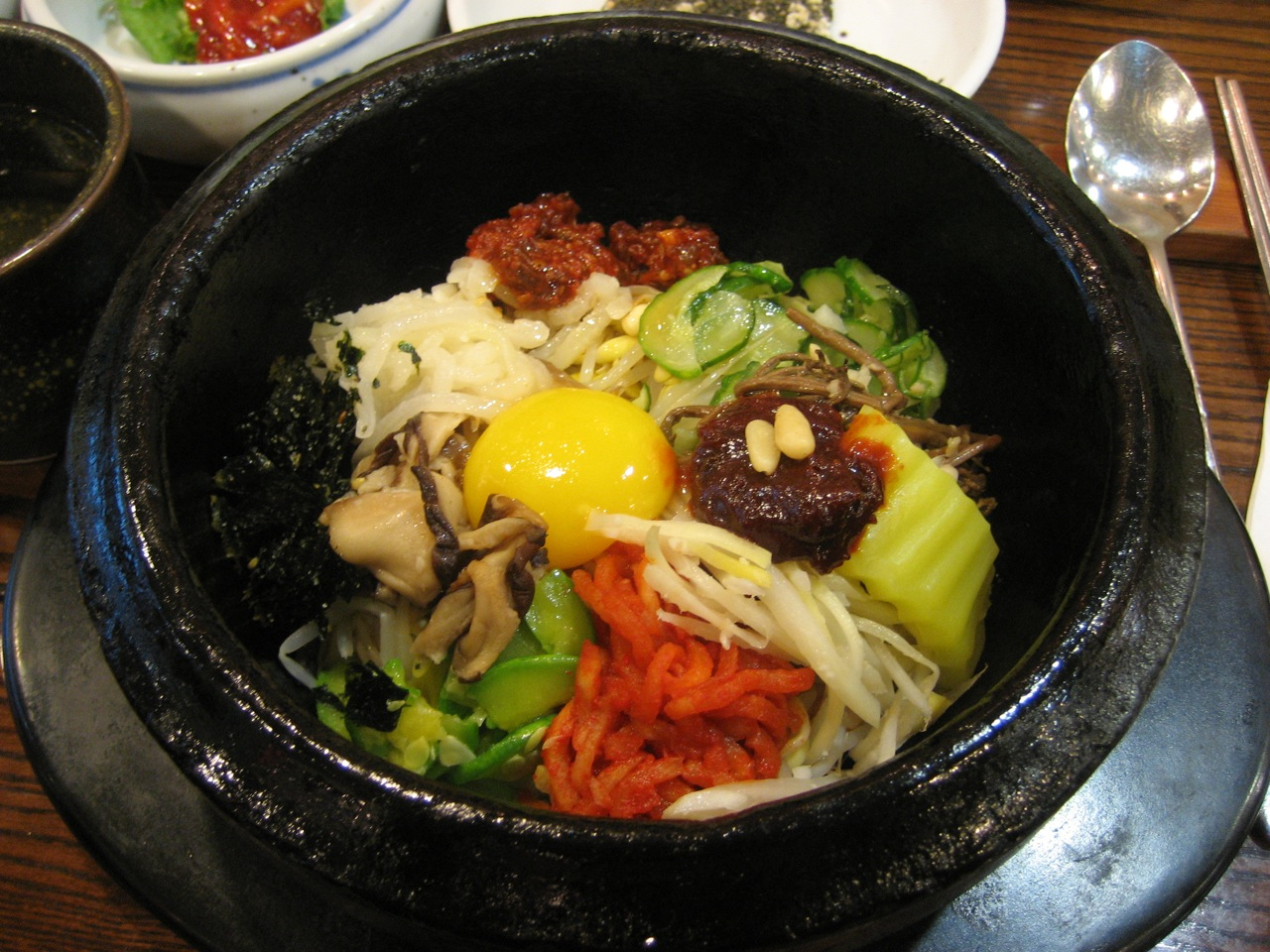
石锅拌饭

韩国料理以清淡为主。稻米是韩国人最普遍的主食。石锅拌饭、紫菜包饭、韩式炒年糕、泡菜炒饭等都是韩国料理中常见的主食。牛肉在韩国是肉类中最贵的。韩国本地产的牛肉被称为“韩牛”。“韩牛”经精心侍养肉质鲜美，在韩国是价格最贵的牛肉，也是上乘的礼品而猪肉和鸡肉在韩国价格都相对便宜。韩国三面临海，因此海鲜也是韩国人的重要主食。韩国冷面、补身汤一般使用狗肉。
与其他饮食文化不同，汤在韩国料理中不是饭前或饭后的配菜，而是与主食一起食用的主菜。韩国料理中的汤一般放有肉或海鲜，汤水较少。常见的汤有参鸡汤、大酱汤、先农汤、水饺汤、泡菜锅、纯豆腐汤、海带汤等。在韩国料理中与米饭一起食用的伴菜叫做“饭馔”，种类繁多，有烧烤、煎炸、蒸煮、脍、泡制等多种方法制作。而与酒类一起食用的菜被称为“按酒”。

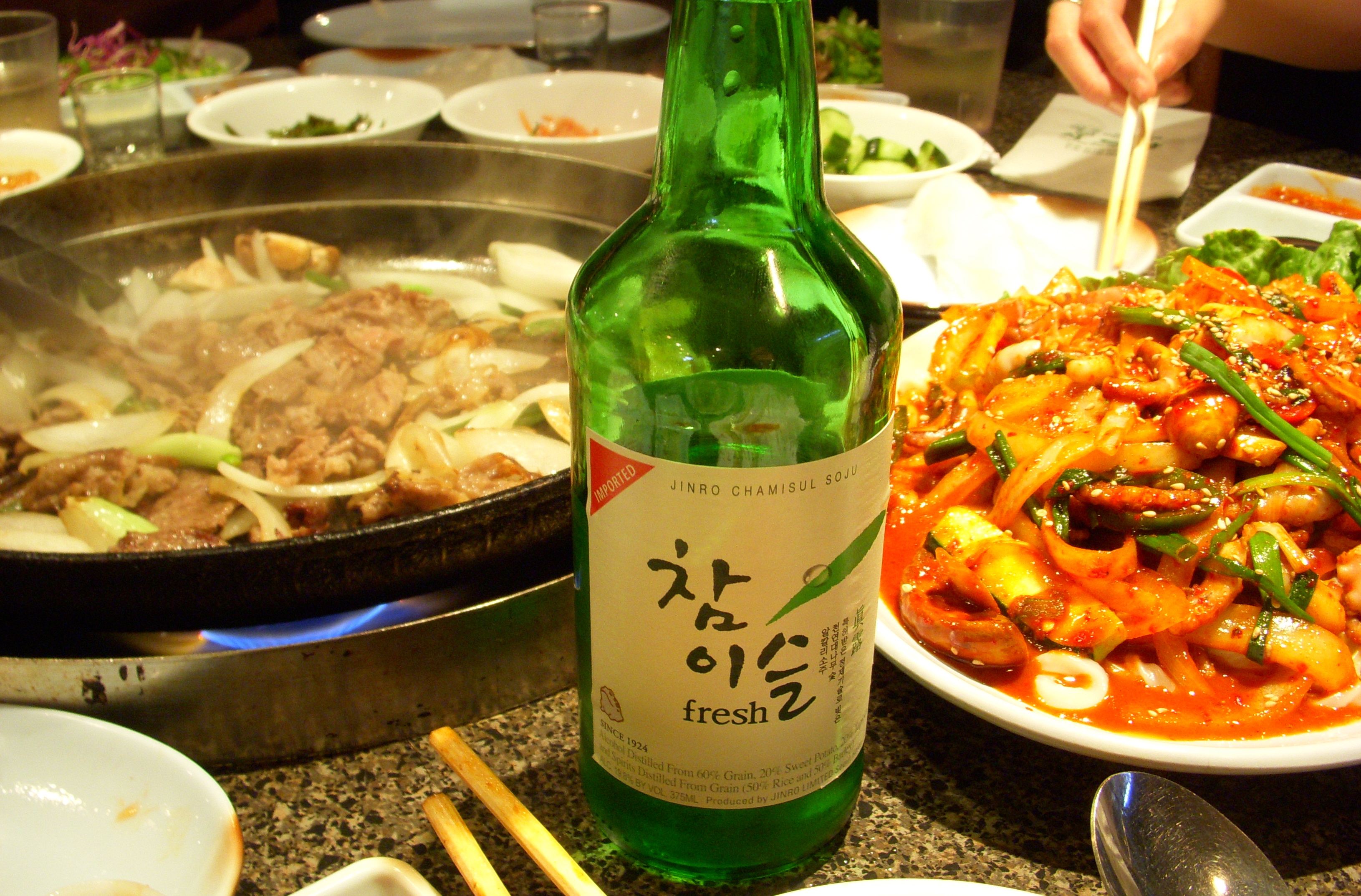
韩国料理与韩国酒

泡菜是韩国料理中的重要成员。韩式泡菜种类繁多，其类别在韩国各地有所不同。韩国人在不同的季节也食用不同的泡菜。由于韩国泡菜卡路里含量低、富含纤维素、维生素和一种对人体有益的乳杆益生菌，韩式泡菜被美国时代华纳《健康杂志》评为世界5大最健康食品之一。
韩国料理中常见的面条有韩国冷面、骨董面、杂菜等。韩国代表性的甜点小吃包括打糕、韩菓等。
与中国、日本和越南的餐桌礼仪不同，盛米饭和汤的碗是不应该被拿起的。韩国人使用金属作的长柄匙来吃饭喝汤。韩式的筷子是扁平的金属筷子，只用来夹菜，不用来吃米饭。年轻人不应该在长辈或客人之前拿起筷子吃饭，也不应该在长辈或客人之前吃完饭。

### 韩国酒文化
韩国是酒精饮料的消费大国，人均酒精消耗量位居世界前列。韩国烧酒是韩国国内消费量最大的酒精饮品，也是世界上最畅销的酒，其中韩国著名的烧酒品牌真露居世界烈酒销量之首。韩国烧酒口感清新、酒精度数低、价格便宜在欧美是非常受欢迎的白酒。2008年，美国著名的韦伯斯特字典已将韩国烧酒“Soju”一词正式收录其中。除烧酒外，韩国常见的酒还有清酒、浊酒、果酒、花酒、药酒等。啤酒在韩国也越来越受欢迎。海特啤酒是韩国最大的啤酒生产商。2005年，海特啤酒与真露合并成为海特真露集团。
韩国人对喝酒很讲究，就正规的而言，倒酒者应该尽量用左手按住右手倒酒，接受者也要双手捧杯，以示发自内心的谢意。与中国人不断地为客人续酒有很大的不同，韩国人喝酒不喜欢续酒，而喜欢一杯喝完再倒。晚辈与长辈喝酒时，晚辈先向长辈倒酒。在长辈先喝酒后，才能饮酒。在标准的宴席饮酒时不要面对着长辈而且要盖住嘴。不同辈份的人是不应该面对面喝酒。

### 韩国茶文化

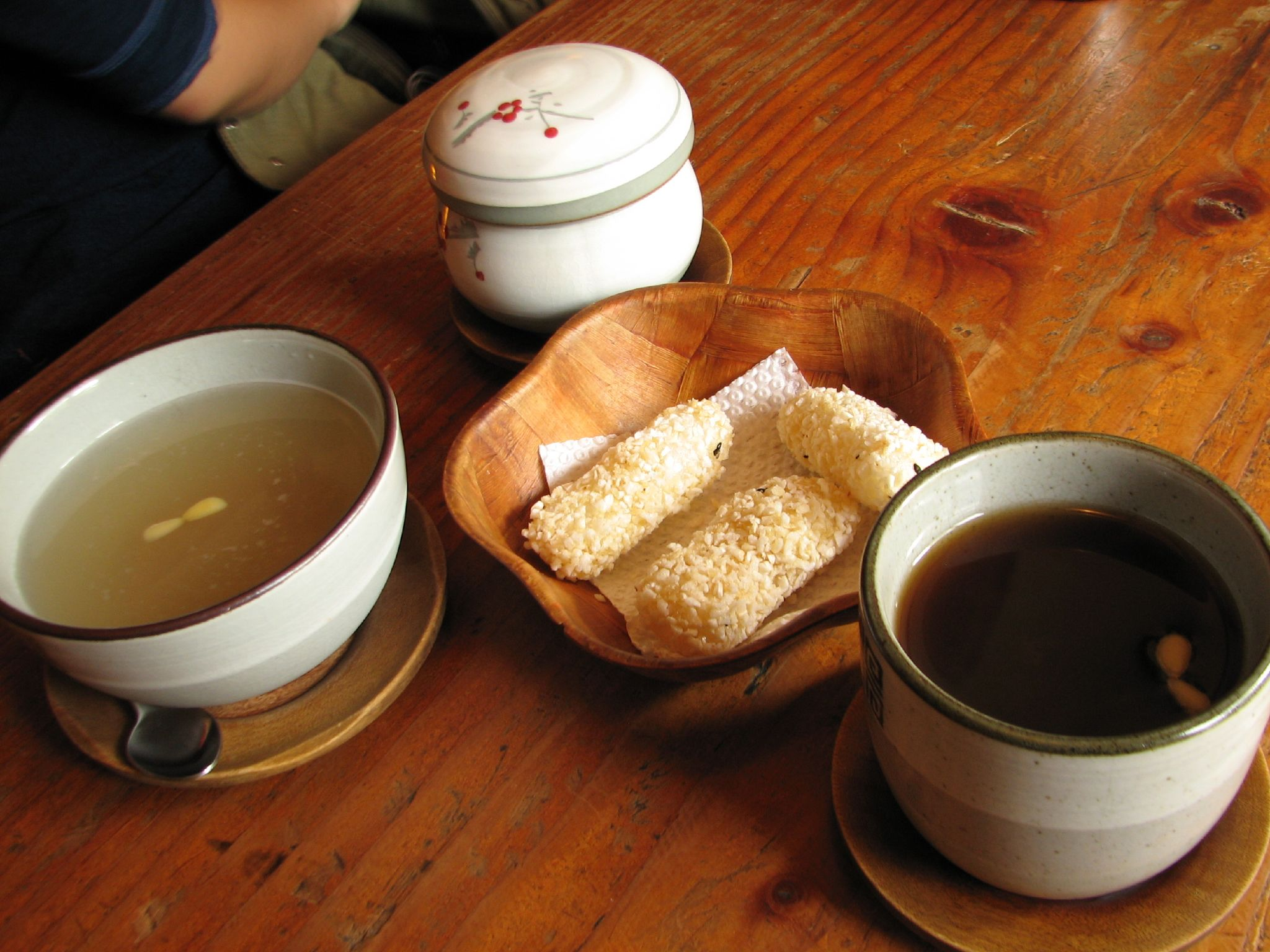
水正果和韩菓

韩国的茶叶最初是在朝鲜三国时期从中国引入，历史上曾盛行。朝鲜王朝中后期茶叶茶开始在朝鲜半岛衰退，不过1980年代以来，茶叶茶开始在韩国复兴。
与茶叶茶不同，韩国传统茶在韩国非常流行。传统茶不使用茶叶，可以放几百种材料，大多数会加入蜂蜜。“传统茶”不用开水冲泡，而是将原料长时间浸泡、发酵或熬制而成，是一种天然与健康的饮品。常见的韩国传统茶有人参茶、菩提茶、五味子茶、柚子茶、水正果等。

## 节假日
韩国的节假日分为“国庆日”、“国旗揭揚日”和“公休日”三种。三一节（3月1日）、制宪节（7月17日）、光复节（8月15日）、开天节（10月3日）和韩文日（10月9日）是韩国的五个“国庆日”。“国庆日”在韩国是指全民共同庆祝的重要节日，与中国的国庆节有所区别。根据韩国国旗法，韩国各家各户和道路两旁鼓励在“国庆日”、显忠日（降半旗）和國軍日悬挂韩国国旗。

## 外国文化的影响
和许多东方国家一样，韩国人的衣、食、住、行 在其现代化的进程中深受西方和周边文化的影响。很多韩国人喜欢看美国电影。比萨饼是韩国最受欢迎的外来食品之一。2010年，韩国的12个大品牌的咖啡店已多达2000多家。
外来的新事物也为韩国语增添了许多外来语， 比如쇼핑("shopping")、핸드폰 ("hand phone") 等。

## 外部連結
- OhmyNews
- The Korean Movie Database （页面存档备份，存于）
- 韓國觀光公社韩国旅游发展局 （页面存档备份，存于）